# 安图水库
安图水库是中国吉林省延边朝鲜族自治州安图县境内的一座水库，位于布尔哈通河支流福兴河上，建于1968年。水库正常库容为3703万立方米，集雨面积为370平方千米，海拔为382米。